# 圖岩

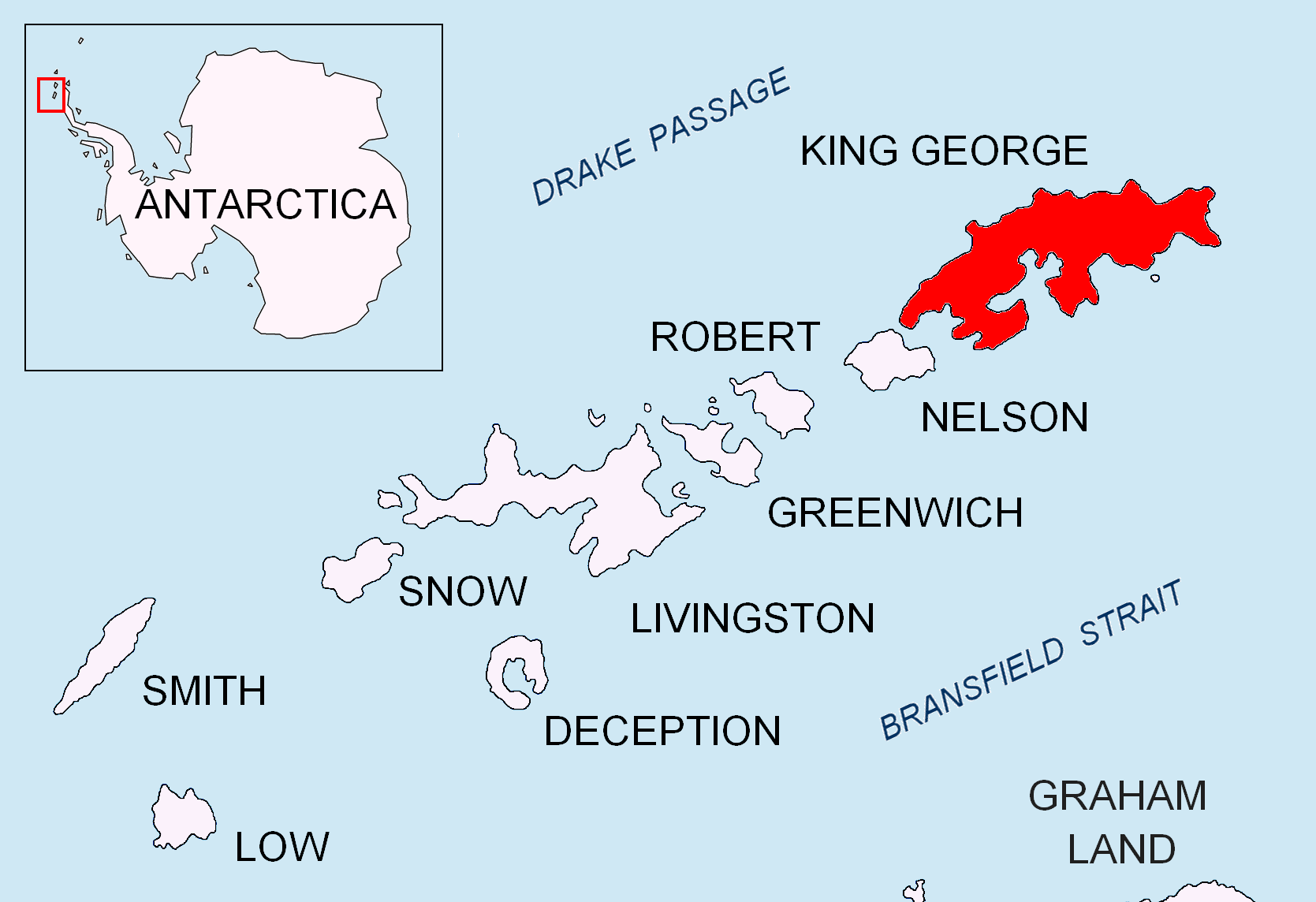

圖岩（英語：Tu Rocks）是南極洲的岩石，位於南設得蘭群島的喬治王島，處於馬克斯韋爾灣，在1935年由英國研究隊繪入地圖，現時由南極條約體系管理。